# Elements, Pt. 1
Elements, Pt. 1 — девятый студийный альбом финской пауэр-метал-группы Stratovarius, первая часть дилогии Elements. Был выпущен в 2003 году. Альбом символизирует стихии воды и огня.

## Список композиций
Музыка и тексты — Толкки, кроме «Eagleheart» (слова Толкки/Котипелто).
| №                   | Название              | Длительность |
| ------------------- | --------------------- | ------------ |
| 1.                  | «Eagleheart»          | 3:50         |
| 2.                  | «Soul of a Vagabond»  | 7:22         |
| 3.                  | «Find Your Own Voice» | 5:10         |
| 4.                  | «Fantasia»            | 9:56         |
| 5.                  | «Learning to Fly»     | 6:19         |
| 6.                  | «Papillon»            | 7:01         |
| 7.                  | «Stratofortress»      | 3:26         |
| 8.                  | «Elements»            | 12:01        |
| 9.                  | «A Drop in the Ocean» | 6:49         |
| Общая длительность: | Общая длительность:   | 61:56        |

## Позиции в чартах
| Страна    | Высшая позиция | И.    |
| --------- | -------------- | ----- |
| Германия  | 27             | [ 2 ] |
| Финляндия | 2              | [ 2 ] |
| Франция   | 42             | [ 2 ] |
| Швейцария | 91             | [ 2 ] |
| Швеция    | 46             | [ 2 ] |

## Участники записи
- Тимо Котипелто — вокал
- Тимо Толкки — гитара
- Яри Кайнулайнен — бас-гитара
- Йенс Йоханссон — клавишные
- Йорг Михаэль — ударные

## Каверы на песни с альбома
| №  | Песня        | Группа  | Альбом          | Год  |
| -- | ------------ | ------- | --------------- | ---- |
| 1. | «EagleHeart» | Арктида | Сквозь столетия | 2011 |